# Huso
Huso је  род рибе јесетре из Евроазије. Овај род садржи две врсте и обе су критично угрожене:
- Huso dauricus (Georgi, 1775) (калуга)
- Huso huso (Linnaeus, 1758) (моруна)

Недавни подаци указују на полифилетно порекло рода Huso, и предлаже се да две врсте рода Huso буду укључене у род Acipenser.